# Décembre 2012
Cette page présente les faits marquants du mois de décembre 2012.

## Faits marquants
- 2 décembre :
  - élections législatives au Burkina Faso ;
  - au Japon, une partie du tunnel de Sasago s’effondre sur plusieurs véhicules en faisant au moins neuf morts[1].
  - Borut Pahor est élu président de la Slovénie[2].
- 3 décembre :
  - en Ukraine, le Premier ministre Mykola Azarov présente sa démission ainsi que celle de son gouvernement[3].
  - le typhon Bopha, appelé Pablo provoque la mort d'au moins cinq cents personnes et quatre cents disparus sur l'île de Mindanao au sud des Philippines[4]
- 3 au 16 : 10e édition des championnats d'Europe de handball féminin aux Pays-Bas.
- 4 décembre : après deux années d'absence de la scène politique, Milo Đukanović est à nouveau élu au poste de premier ministre au Monténégro[5].
- 5 décembre :
  - Ueli Maurer et Didier Burkhalter sont respectivement élus président et vice-président de la Confédération suisse pour l'année 2013[6].
  - naufrage d'un cargo en mer du Nord à 65 kmau large de Goeree-Overflakkee en Zélande. Le Baltic Ace, un cargo transportant des voitures a sombré après une collision avec le Corvus J., un porte-conteneurs. 24 personnes étaient à bord du cargo, treize ont pu être secourues, cinq sont décédées et six sont portées disparues. L'équipage du Baltic Ace est originaire de Bulgarie, de Pologne, d'Ukraine et des Philippines[7],[8];
- 6 au 16 : 9e édition de la coupe du monde des clubs de la FIFA au Japon.
- 7 décembre :
  - élection présidentielle au Ghana ;
  - un tremblement de terre d'une magnitude de 7,3 sur l'échelle de Richter s'est produit au nord-est du Japon, provoquant un tsunami d'un mètre de haut et faisant une dizaine de blessés. La secousse a été ressentie jusqu'à Tokyo[9].
- 8 décembre :
  - sous la pression du Qatar, hôte de la Conférence de Doha sur les changements climatiques, le protocole de Kyoto est prorogé jusqu'en 2020[10],[11].
  - le président du conseil italien Mario Monti annonce sa démission prochaine[12].
  - le président égyptien Mohamed Morsi annule son décret du 22 novembre lui donnant des pouvoirs étendus et confirme le référendum sur le projet de constitution[13].
- 9 décembre :
  - victoire de l’Union sociale-libérale lors des élections législatives en Roumanie.
  - le Train Benelux reliant Bruxelles et Amsterdam est remplacé par le train à grande vitesse Fyra[14].
  - 19e édition des championnats d'Europe de cross-country à Velenje en Slovénie.
- 10 et 11 décembre : l’Union européenne et ensuite les États-Unis reconnaissent la Coalition nationale syrienne comme représentant légitime du peuple syrien[15],[16].
- 11 décembre : démission du premier ministre du Mali, Modibo Diarra, arrêté la veille par l'armée putchiste d'Amadou Haya Sanogo[17].
- 12 décembre :
  - Diango Cissoko est nommé par le président Dioncounda Traoré comme nouveau premier ministre du Mali[18].
  - la Corée du Nord procède au lancement du satellite d’observation Kwangmyŏngsŏng-3[19].
- 13 décembre :
  - décès d'André Lecoq, carrossier et restaurateur d'automobiles français à Bailleval (Oise).
- 14 décembre :
  - vingt-sept personnes sont tuées lors d’une fusillade dans une école primaire située à Newtown, aux États-Unis[20].
  - tuerie à l'école primaire de Chenpeng.
- 15 décembre : référendum constitutionnel en Égypte.
- 16 décembre : les conservateurs du Parti libéral-démocrate remportent la majorité absolue lors des élections législatives japonaises[21].
- 19 décembre : élection présidentielle sud-coréenne : Park Geun-hye est élue.
- 21 décembre :
  - (calendrier maya) : fin du compte long, démarrage d'un nouveau cycle (selon une légende urbaine, il s'agirait d'une prévision de la fin du monde ; voir Prédictions pour décembre 2012).
  - Le célèbre clip du chanteur sud-coréen Psy, Gangnam Style, franchit le milliard de vues sur YouTube.
  - John Kerry est nommé comme prochain secrétaire d'État des États-Unis[22].
- 22 décembre : second tour du référendum sur le projet de constitution égyptien. Les Frères musulmans annoncent l'adoption de la nouvelle constitution[23].
- 26 décembre 2012 au 5 janvier 2013 : 30e édition du championnat du monde junior de hockey sur glace à Oufa au Bachkortostan en Russie. (voir en 2012).
- 28 décembre 2012 au 5 janvier 2013 : 6e édition des championnats du monde moins de 18 ans de hockey sur glace féminin a eu lieu à Heinola et Vierumäki en Finlande.